# 沃克·埃文斯
沃克·埃文斯 （英語：Walker Evans, 1903年11月3日—1975年4月10日）是一位美国摄影师和摄影记者。

## 生平
1903年出生在密苏里州的一个富裕家庭，父亲是一名广告总监。他少年时居住在托莱多 (俄亥俄州)、芝加哥和纽约。1922年毕业于马萨诸塞州菲利普斯学院。在威廉姆斯学院学习一年法国文学，在退学之前花费了大量时间泡在图书馆。1926年在巴黎待了一年之后返回美国，加入前卫人物的行列，约翰·齐弗、哈特·克莱恩和林肯·柯尔斯坦都是他的要好朋友。1927年至1929年是华尔街一家股票经纪公司的一名文员。1928年开始对摄影感兴趣，最为出名的是他为农场安全管理局 (FSA) 拍摄的一组反映美国大萧条时期的社会现象组图。当时拍摄的照片大多数使用大尺寸规格，即8x10-英寸 照相机。他曾经说过成为一名摄影师的目标是能拍出带有"文学，权威，超越"的照片。他的大多数作品被作为永久展览或回顾主题被置放在诸如大都会艺术博物馆或者乔治·伊士曼博物馆之内。

## 画廊

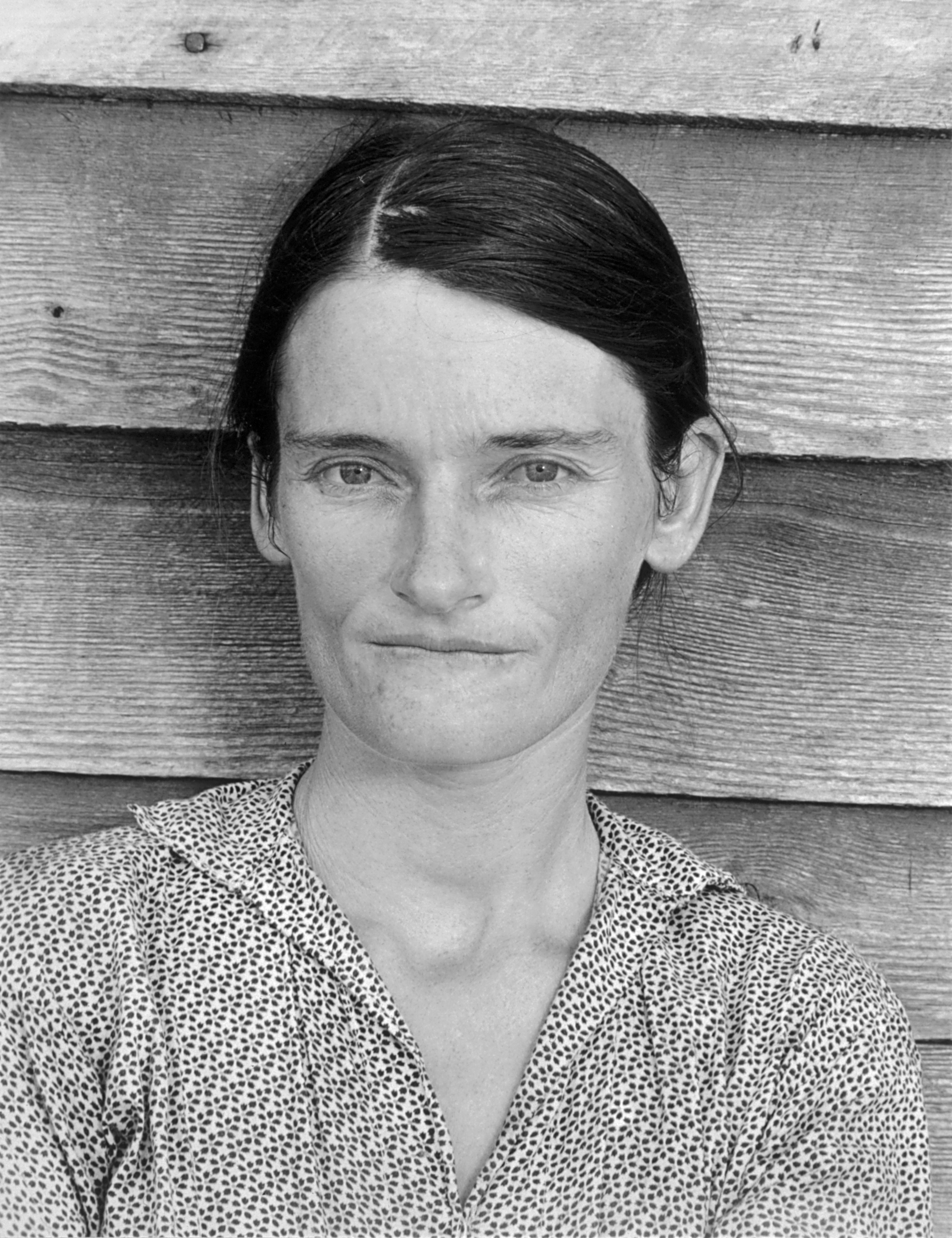
Allie Mae Burroughs，大萧条时期的经典照片
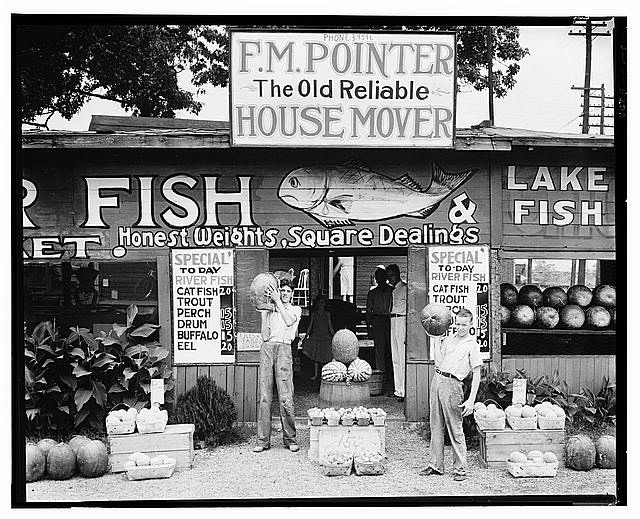
伯明翰 (阿拉巴马州)街边小摊位